# Duluth (Minnesota)
Duluth (AFI: /dəˈluːθ/) è una città degli Stati Uniti d'America nello Stato del Minnesota. Conta 85618 abitanti secondo le stime 2019 dell'U.S. Census Bureau. Si tratta di un importante porto sui Grandi Laghi, dei quali costituisce l'avamposto occidentale; è anche il più interno porto marittimo del mondo: infatti è accessibile alle navi oceaniche che per raggiungerlo dalla costa atlantica devono percorrere circa 3700 km nel sistema fluviale-lacustre tra Stati Uniti e Canada.
È sede di un'importante università (UMD, University of Minnesota Duluth).

## Geografia

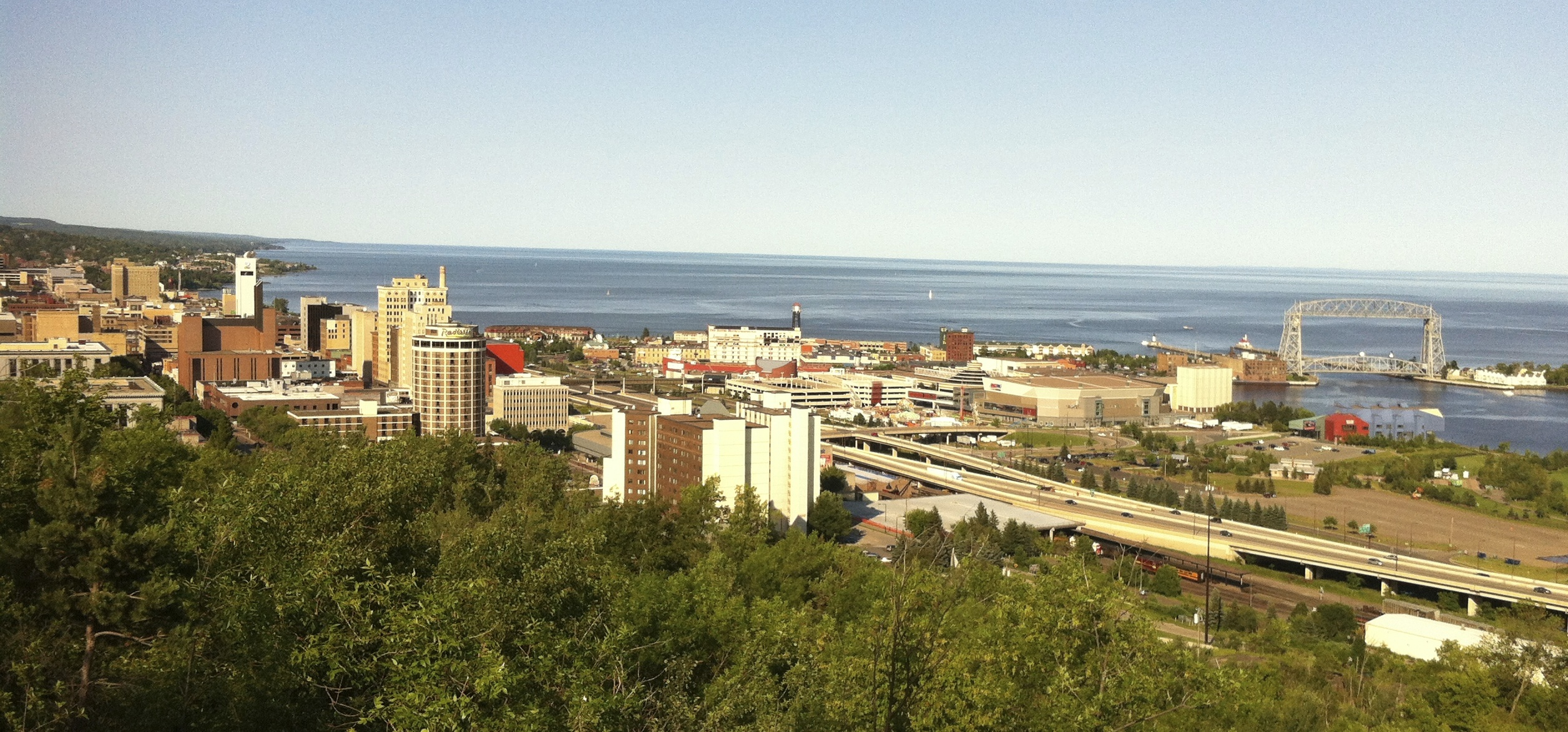

Dotata di un grande porto situato all'estremità occidentale del Lago Superiore, la città dei ventitré parchi, conta su numerose industrie siderurgiche, del legno, del settore alimentare, tessile e petrolchimico. Forte è anche il turismo dopo un discreto restyling urbanistico compiuto negli ultimi anni.

## Storia

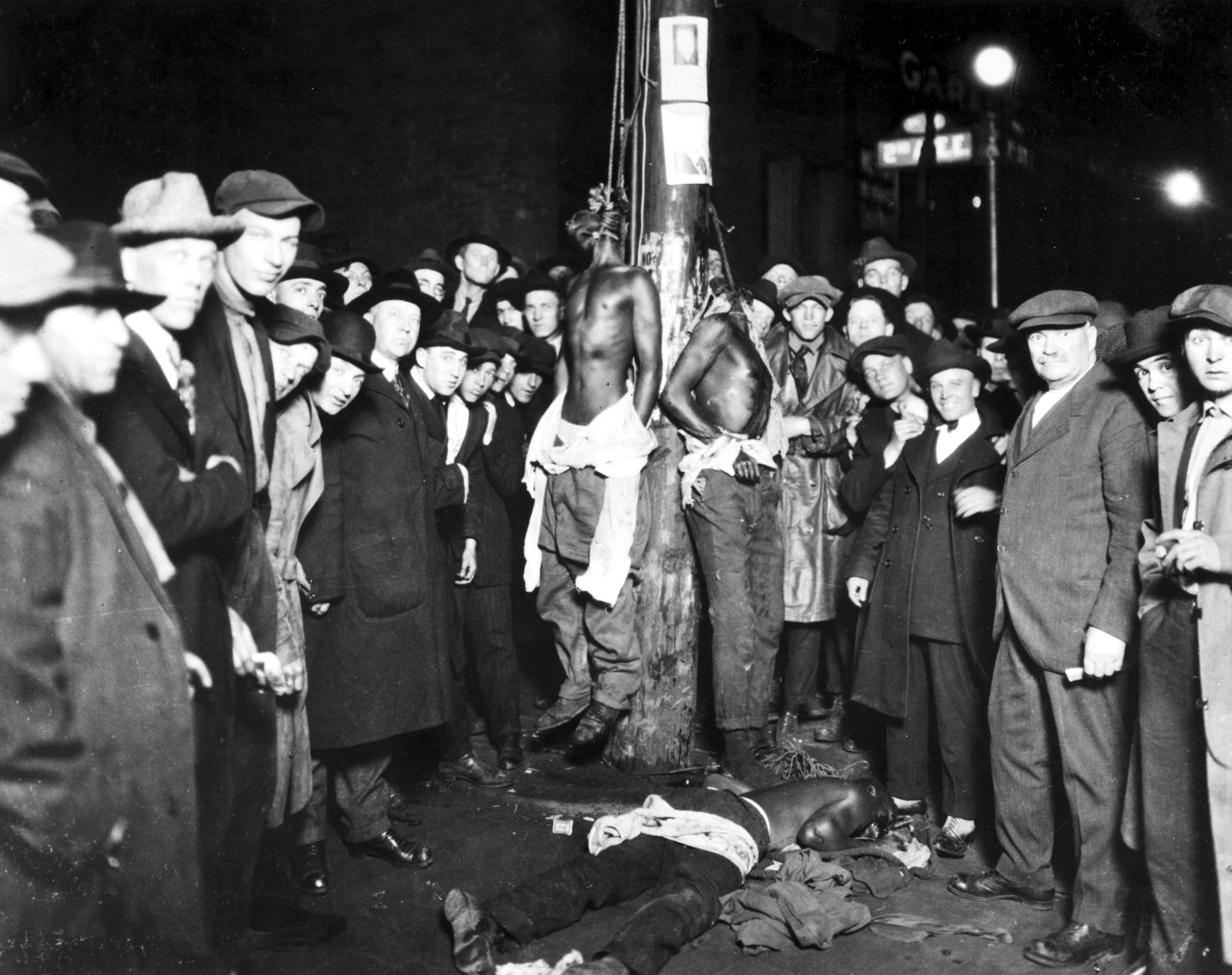
Foto cartolina del linciaggio

Il 15 giugno 1920 avvenne un episodio di linciaggio contro tre uomini neri innocenti accusati dello stupro di una ragazza bianca; il razzismo diffuso nella popolazione bianca dell'epoca non evitò nemmeno lo scatto della foto ricordo.

## Sport
A Duluth si è tenuto per due volte il Red Bull Crashed Ice.

## Amministrazione

### Gemellaggi
- Växjö

## Cultura
È la città dove per la prima volta è stata sperimentata la tecnica della batterioterapia fecale nel locale centro medico SMDC Medical Center.
È la città natale di Bob Dylan e della band slowcore Low.
È una delle 2 città dove si svolge la serie tv "Fargo".